# Sogni, incubi e...la cosa inutile
(dal brano Non lo sai (C.N.C.C.))
Sogni, incubi e...la cosa inutile è il terzo album ufficiale dei Porno Riviste, gruppo musicale punk di Varese.

## Tracce
1. Nuvola notturna
2. 610
3. Non lo sai (C.N.C.C.)
4. Pilota
5. Io sono squallido
6. Il + buono e il + kattivo
7. Niente riflesso
8. In mutande da te
9. Incubo
10. Senza limite
11. Kasellante
12. Il tempo delle mele

## Formazione
- Tommi – chitarra, voce
- Dani – chitarra, voce
- Marco – basso, voce
- Becio – batteria